# Barrie Colts
Barrie Colts je kanadský juniorský klub ledního hokeje, který sídlí v Barrie v provincii Ontario. Od roku 1995 působí v juniorské soutěži Ontario Hockey League (dříve Ontario Hockey Association). Své domácí zápasy odehrává v hale Barrie Molson Centre s kapacitou 4 195 diváků. Klubové barvy jsou námořnická modř, žlutá, červená a bílá.
Nejznámější hráči, kteří prošli týmem, byli např.: Jan Bulis, Jan Platil, Martin Škoula, Daniel Girardi, Alexandr Burmistrov, Stefan Della Rovere, Alexandr Volčkov, Alex Pietrangelo, Jakub Petružálek, Lukáš Bolf, Michal Birner, Tomáš Marcinko nebo Aaron Ekblad.

## Úspěchy
- Vítěz OHL (1×)
  - 1999/00

## Přehled ligové účasti
Zdroj:
- 1995– : Ontario Hockey League (Centrální divize)